# Leptojulis polylepis
Leptojulis polylepis es una especie de peces de la familia Labridae en el orden de los Perciformes.

## Morfología
Los machos pueden llegar alcanzar los 10 cm de longitud total.

## Distribución geográfica
Se encuentran en las Islas Salomón, Papúa Nueva Guinea e Indonesia.